# ماسیمیلیانو گالو
ماسیمیلیانو گالو (انگلیسی: Massimiliano Gallo؛ زادهٔ ۱۹ ژوئن ۱۹۶۸) بازیگر و خواننده اهل ایتالیا است.
از فیلم‌ها و مجموعه‌های تلویزیونی‌ای که وی در آن نقش داشته‌است، می‌توان به پاپ جوان، پینوکیو و دردسرسازان اشاره کرد.